# Saison 2019-2020 du Dynamo Dresde
Maillots
Chronologie
Saison précédente Saison suivante
La saison 2019-2020 est la 4e saison du Dynamo Dresde consécutive en 2.Bundesliga.

## Transferts

### Transferts estivaux
| Nom                  | Nationalité        | Poste     | Transfert                     | Provenance/Destination  | Division     |
| -------------------- | ------------------ | --------- | ----------------------------- | ----------------------- | ------------ |
| Arrivées             |                    |           |                               |                         |              |
| Matthäus Taferner    | Autriche           | Milieu    | Transfert (550K€)             | FC Wacker Innsbruck     | 2.Liga       |
| Kevin Broll          | Allemagne          | Gardien   | Transfert                     | SG Sonnenhof Großaspach | 3.Liga       |
| René Klingenburg     | Allemagne          | Milieu    | Transfert                     | SC Preußen Münster      | 3.Liga       |
| Chris Löwe           | Allemagne          | Milieu    | Transfert                     | Huddersfield Town       | Championship |
| Vasil Kusej          | République tchèque | Attaquant | Premier contrat professionnel | Dynamo Dresde U19       | -            |
| Max Kulke            | Allemagne          | Milieu    | Premier contrat professionnel | Dynamo Dresde U19       | -            |
| Sascha Horvath       | Autriche           | Attaquant | Retour de prêt                | FC Wacker Innsbruck     | Bundesliga   |
| Alexander Jeremejeff | Suède              | Attaquant | Transfert                     | BK Häcken               | Allsvenskan  |
| Luka Štor            | Slovénie           | Attaquant | Transfert                     | NK Aluminij             | PrvaLiga     |
| Départs              |                    |           |                               |                         |              |
| Aias Aosman          | Syrie              | Milieu    | Transfert                     | Adana Demirspor         | Ptt 1.Lig    |
| Rico Benatelli       | Allemagne          | Milieu    | Transfert                     | FC St. Pauli            | 2.Bundesliga |
| Erich Berko          | Allemagne          | Attaquant | Transfert                     | SV Darmstadt 98         | 2.Bundesliga |
| Dario Đumić          | Bosnie-Herzégovine | Défenseur | Retour de prêt                | FC Utrecht              | Eredivisie   |
| Marius Hauptmann     | Allemagne          | Milieu    | Transfert                     | FSV Zwickau             | 3.Liga       |
| Markus Schubert      | Allemagne          | Gardien   | Transfert                     | FC Schalke 04           | 1.Bundesliga |
| Haris Duljević       | Bosnie-Herzégovine | Milieu    | Transfert                     | Nîmes Olympique         | Ligue 1      |
| Lucas Röser          | Allemagne          | Attaquant | Transfert                     | FC Kaiserslautern       | 3.Liga       |
| Vasil Kušej          | Tchéquie           | Milieu    | Prêt                          | FC Wacker Innsbruck     | 2.division   |

### Transferts hivernaux
| Nom               | Nationalité | Poste     | Transfert | Provenance/Destination | Division     |
| ----------------- | ----------- | --------- | --------- | ---------------------- | ------------ |
| Arrivées          |             |           |           |                        |              |
| Patrick Schmidt   | Allemagne   | Attaquant | Prêt      | FC Heidenheim          | 2.Bundesliga |
| Marco Terrazzino  | Allemagne   | Milieu    | Prêt      | SC Fribourg            | 1.Bundesliga |
| Josef Hušbauer    | Tchéquie    | Milieu    | Prêt      | Slavia Prague          | Fortuna Liga |
| Godsway Donyoh    | Ghana       | Attaquant | Prêt      | FC Nordsjælland        | Superliga    |
| Ondřej Petrák     | Tchéquie    | Milieu    | Prêt      | FC Nuremberg           | 2.Bundesliga |
| Simon Makienok    | Danemark    | Attaquant | Transfert | FC Utrecht             | Eredivisie   |
| Départs           |             |           |           |                        |              |
| Moussa Koné       | Sénégal     | Attaquant | Transfert | Nîmes Olympique        | Ligue 1      |
| Matthäus Taferner | Autriche    | Milieu    | Prêt      | FC Wacker Innsbruck    | 2.Liga       |
| Patrick Möschl    | Autriche    | Milieu    | Transfert | FC Magdebourg          | 3.Liga       |
| Luka Štor         | Slovénie    | Attaquant | Prêt      | NK Aluminij            | PrvaLiga     |

## Compétitions
| 2.Bundesliga                                   | Coupe d'Allemagne                                     |
| ---------------------------------------------- | ----------------------------------------------------- |
| Dix-huitième (Relégation en 3. Liga) 32 points | Deuxième tour face au Hertha Berlin (3-3 ap (5-4 tab) |
| 8V 8N 18D                                      | 1V 1N 0D                                              |
| TOTAL: 9V 9N 18D                               |                                                       |

### Championnat

#### Journées 1 à 5
Pour son premier match cette saison, le Dynamo Dresde encaisse une première défaite à domicile, sur le score de 1 but à 0, contre Nuremberg fraîchement relégué de Bundesliga. Lors de la deuxième journée, le Dynamo Dresde affronte Karlsruhe, promu, et malheureusement pour Dresde, la mauvaise série entamée lors de la première journée continue en encaissant une défaite sur le score de 4 buts à 2. Contre Heidenheim, les statistiques ne donnent pas les joueurs de Dresde vainqueur, pourtant, après une première mi-temps équilibrée, les hommes du Dynamo dominent en seconde période et inscrivent deux buts avant de concéder un pénalty à la 89e minutes. Face à Darmstadt, les Dresdois manquent d'idées ce qui ne leur permet pas de s'imposer offensivement, les joueurs de Darmstadt quant à eux se contentent plus de défendre ce qui donne un match trop peu offensif malgré l'intensité physique fournit par les deux équipes, en seconde période Dresde se montre plus offensif mais cela ne suffit pas.

#### Classement
| Rang | Équipe                   | Pts | J  | G | N  | P  | Bp | Bc | Diff | Qualification ou relégation |
| ---- | ------------------------ | --- | -- | - | -- | -- | -- | -- | ---- | --------------------------- |
| 14   | FC Sankt Pauli           | 39  | 34 | 9 | 12 | 13 | 41 | 50 | −9   |                             |
| 15   | Karlsruher SC P          | 37  | 34 | 8 | 13 | 13 | 45 | 56 | −11  |                             |
| 16   | FC Nuremberg R           | 37  | 34 | 8 | 13 | 13 | 45 | 58 | −13  | Barrage de relégation       |
| 17   | SV Wehen Wiesbaden P (Y) | 34  | 34 | 9 | 7  | 18 | 45 | 65 | −20  | Relégation en 3. Liga       |
| 18   | Dynamo Dresde (Y)        | 32  | 34 | 8 | 8  | 18 | 32 | 58 | −26  | Relégation en 3. Liga       |

#### Évolution du classement et des résultats
| Journée  | 1   | 2   | 3   | 4   | 5   | 6   | 7   | 8   | 9   | 10  | 11  | 12  | 13  | 14  | 15  | 16  | 17  | 18  | 19  | 20  | 21  | 22  | 23  | 24  | 25  | 26  | 27  | 28  | 29  | 30  | 31  | 32  | 33  | 34  | Journées en tête |
| -------- | --- | --- | --- | --- | --- | --- | --- | --- | --- | --- | --- | --- | --- | --- | --- | --- | --- | --- | --- | --- | --- | --- | --- | --- | --- | --- | --- | --- | --- | --- | --- | --- | --- | --- | ---------------- |
| Résultat | D   | D   | V   | N   | N   | N   | V   | D   | D   | D   | D   | D   | V   | D   | D   | N   | N   | D   | V   | N   | D   | N   | D   | V   | V   | D   | N   | D   | D   | V   | D   | D   | V   | N   | —                |
| Rang     | 15e | 18e | 14e | 15e | 14e | 13e | 11e | 12e | 14e | 17e | 17e | 18e | 17e | 17e | 18e | 18e | 18e | 18e | 18e | 18e | 18e | 18e | 18e | 18e | 18e | 18e | 18e | 18e | 18e | 18e | 18e | 18e | 18e | 18e | 0                |

## Joueurs et encadrement technique

### Encadrement technique

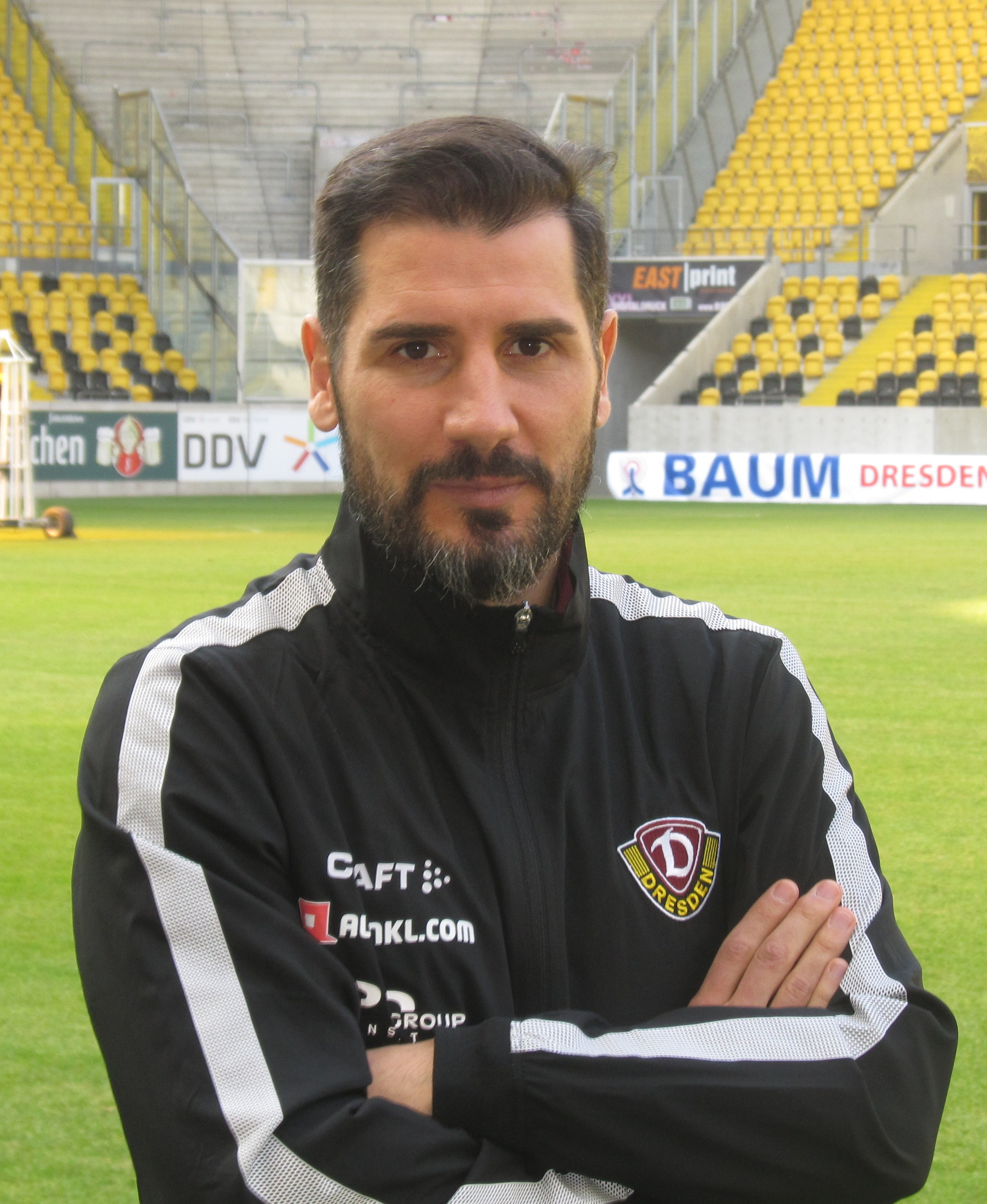

Pour entraîné l'équipe cette saison, le Dynamo continue de faire confiance a Cristian Fiél, ancien joueur du club passé pour le début de sa carrière de manager par les équipes jeunes du club avant d'effectuer l'intérim puis de prendre la direction de l'équipe première. Au club depuis 2010 en tant que joueur, Cristian Fiél à une bonne connaissance du club, il entraîne l'équipe première depuis le licenciement de l’entraîneur précédent en février 2019.

### Joueurs prêtés
Le tableau suivant liste les joueurs en prêts pour la saison 2019-2020.
| Joueurs prêtés |    |                        |                   |                     |           |                     |  |
| \| N° \| P. \| Nat. \| Nom \| Date de naissance \| Sélection \| Club en prêt \| \| \| 30 \| M \| \| Matthäus Taferner \| 30/01/2001 (24 ans) \| – \| FC Wacker Innsbruck \| \| \| 37 \| A \| \| Luka Štor \| 05/07/1998 (26 ans) \| – \| NK Aluminij \| \| |    |                        |                   |                     |           |                     |  |
| N° | P. | Nat.                   | Nom               | Date de naissance   | Sélection | Club en prêt        |  |
| 30 | M  | Drapeau de l'Autriche  | Matthäus Taferner | 30/01/2001 (24 ans) | –         | FC Wacker Innsbruck |  |
| 37 | A  | Drapeau de la Slovénie | Luka Štor         | 05/07/1998 (26 ans) | –         | NK Aluminij         |  |

| N° | P. | Nat.                   | Nom               | Date de naissance   | Sélection | Club en prêt        |  |
| 30 | M  | Drapeau de l'Autriche  | Matthäus Taferner | 30/01/2001 (24 ans) | –         | FC Wacker Innsbruck |  |
| 37 | A  | Drapeau de la Slovénie | Luka Štor         | 05/07/1998 (26 ans) | –         | NK Aluminij         |  |

## Statistiques

### Statistiques collectives
| Compétition       | Débute au tour | Termine       | Matches joués | Gagnés | Nuls | Perdus | Buts pour | Buts contre | Différence |
| ----------------- | -------------- | ------------- | ------------- | ------ | ---- | ------ | --------- | ----------- | ---------- |
| 2.Bundesliga      | -              | -             | 34            | 8      | 8    | 18     | 32        | 58          | -26        |
| Coupe d'Allemagne | Premier tour   | Deuxième tour | 2             | 1      | 1    | 0      | 6         | 3           | +3         |
| Total             | -              | -             | 36            | 9      | 9    | 18     | 38        | 61          | -23        |